# Hottungo
 (mars 2024).
Le Hottungo, ou fête des éleveurs, est célébré au Niger chaque année pour fêter le retour des animaux (vaches et petits ruminants), partis pour une longue période de transhumance, et aussi pour créer un cadre de retrouvailles et d'échanges entre les communautés d'agriculteurs et d'éleveurs vivants en harmonie dans la même zone du pays.

## Objectifs du Hottungo
Cette fête a pour objectif de créer un cadre de concertation et d’échanges culturels entre les différentes communautés pastorales et agropastorales. Il vise à:
- Rechercher des solutions consensuelles aux différents conflits entre agriculteurs et éleveurs ;
- Sensibiliser les éleveurs et acteurs impliqués dans la mobilité pastorale pour une bonne cohabitation ;
- Sensibiliser les éleveurs pour un meilleur comportement vis-à-vis du conflit du nord ;
- Identifier les meilleurs éleveurs qui se sont faits distinguer pour une bonne conduite de leur troupeau en vue de les récompenser.

Le Hottungo se fête chaque année dans la première quinzaine du mois de février coïncidant avec le retour des animaux de la transhumance.

## Célébration de la fête du Hottungo
Célébré chaque année, le Hottungo permet de réunir les communautés nomades et sédentaires en vue de renforcer les liens d'unité, de dialogue et de sécurité entre ces populations. Durant cette fête, sont exposés non seulement les produits issus de l'agriculture et de l'élevage, mais aussi la diversité culturelle de cette zone.

### Produits exposés
Sont exposés, les produits issus de la transformation des produits agricoles présentés par les femmes et les hommes; les activités culturelles, les vaches, les moutons, les chèvres bien nourris.

### Messages véhiculés au cours de la fête
Plusieurs thèmes sont développés durant cette fête notamment la coexistence pacifique entre les agriculteurs et les éleveurs vivants en grand nombre dans la zone; la sensibilisation des éleveurs de bien respecter les couloirs de passage qui leur sont réservés; la sensibilisation aussi des agriculteurs pour finir leurs travaux champêtres aux dates fixés afin de mettre leurs produits en sécurité et de libérer les champs.

### Récompenses
Lors de cette fête, sont récompensés :
- Les meilleures éleveurs ;
- Les meilleures agriculteurs ;
- Les éleveurs qui se sont distingués par la bonne conduite de leurs troupeaux ;
- Les meilleures décorations ;
- les meilleures tenues traditionnelles.

## Galerie

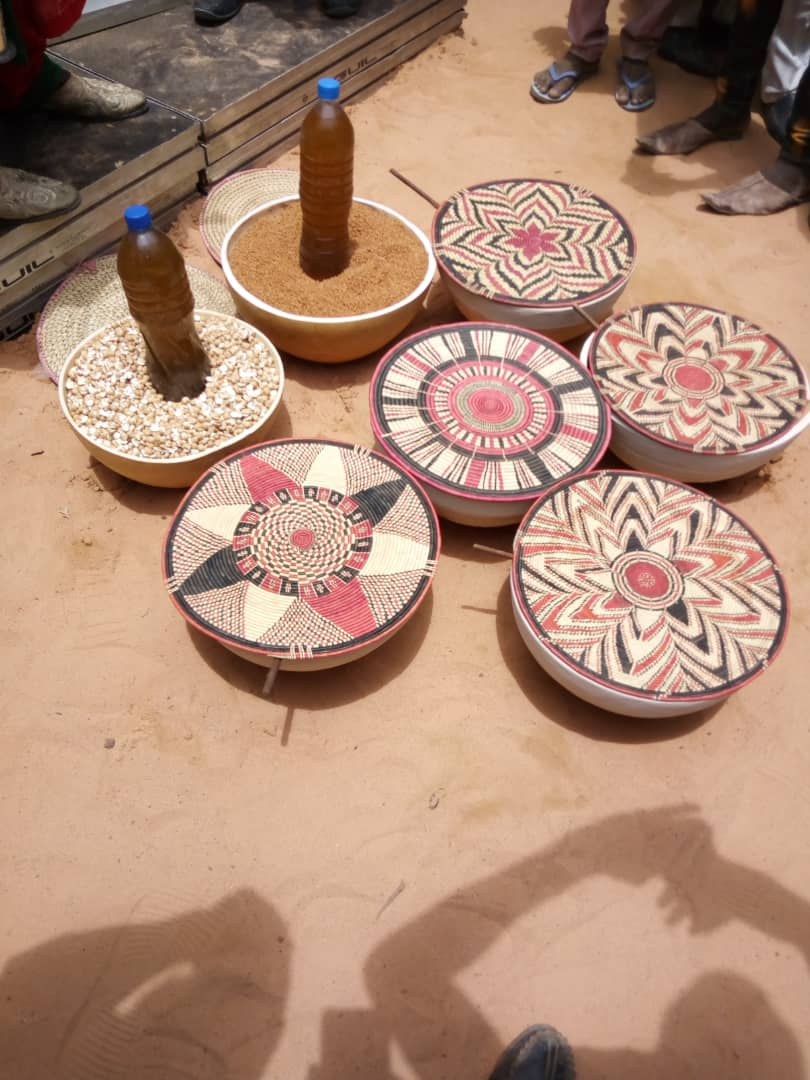
Produits alimentaires exposés lors de la fête
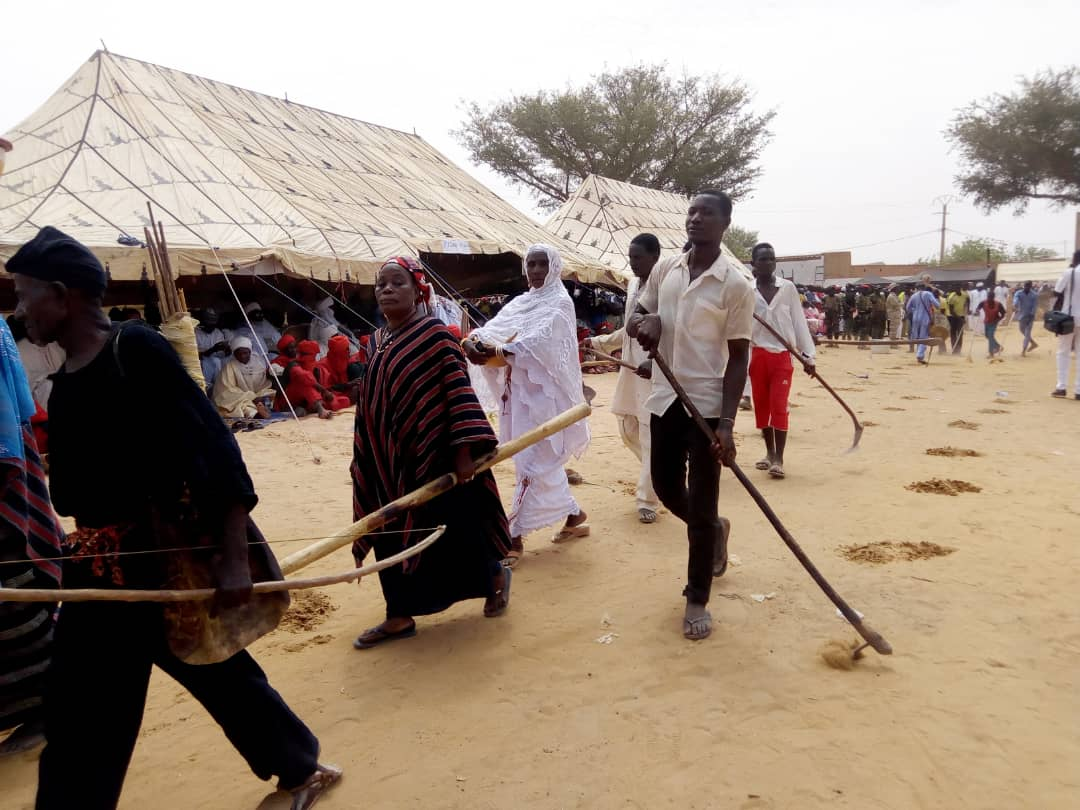
Défilé des agriculteurs montrant leur savoir faire
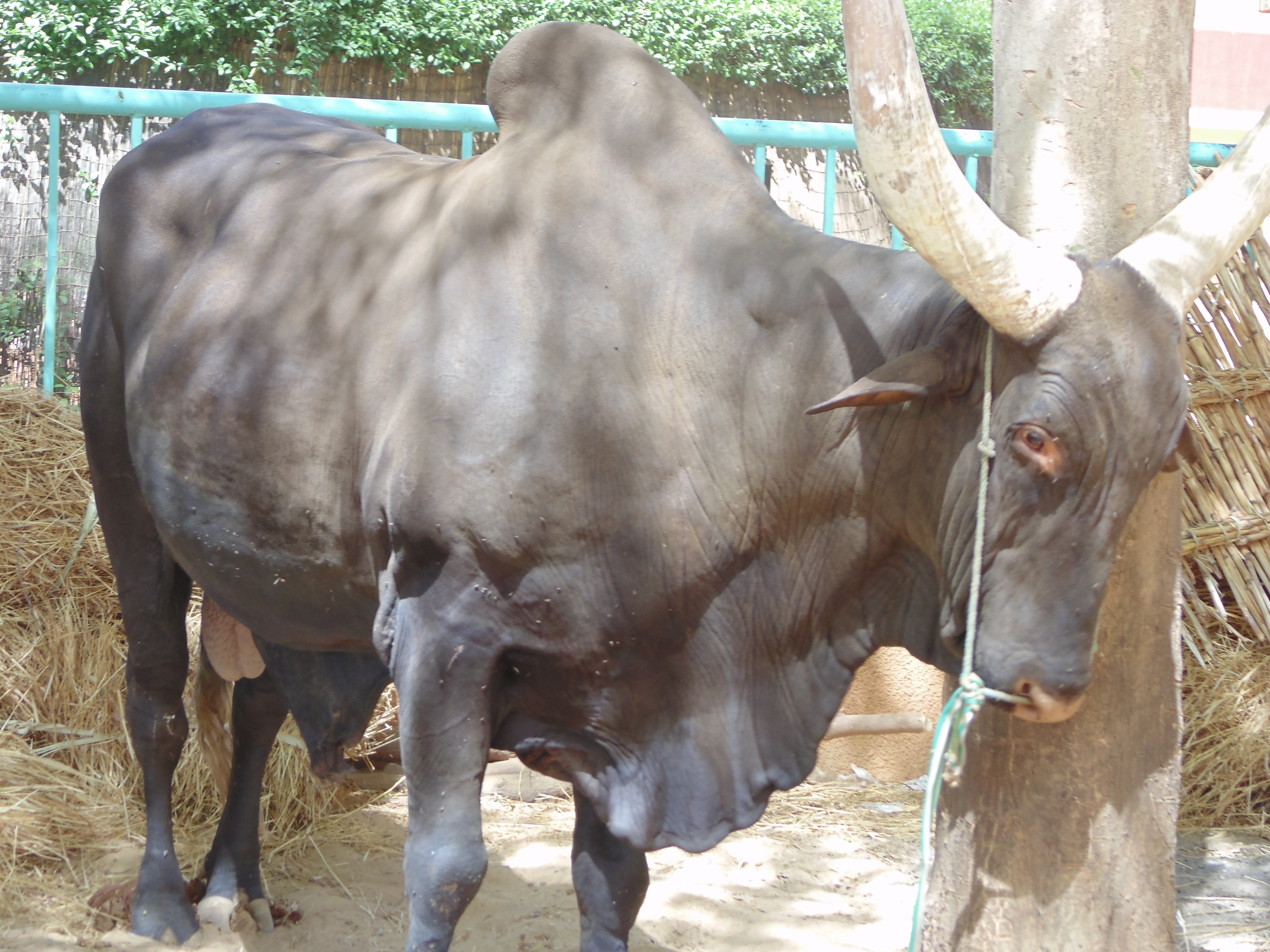
Taureau de race Azawak exposé
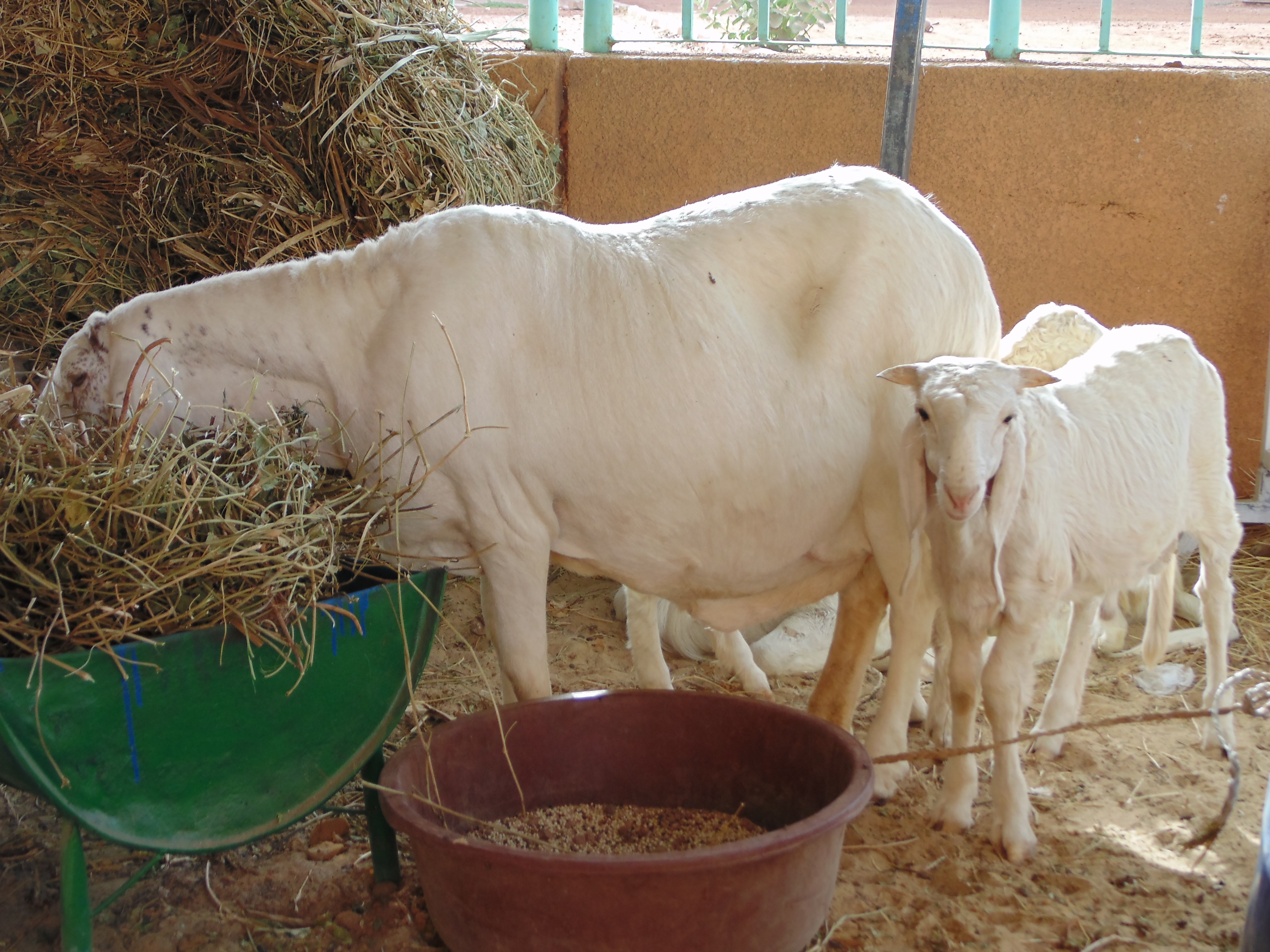
Brebis de race ballami  exposé
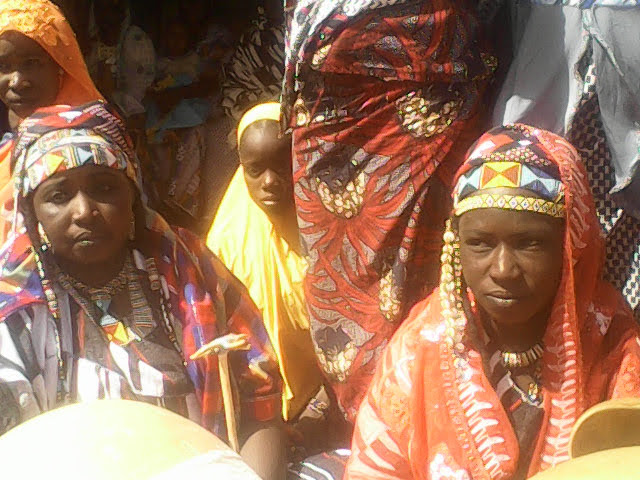
Femmes peulhs à la fête de Hottungo
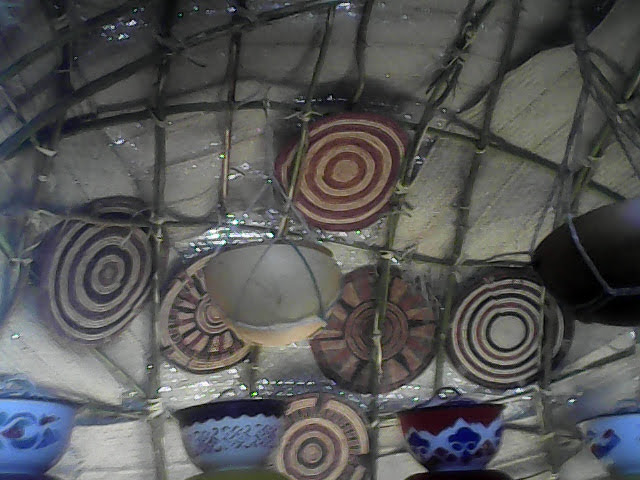
Une tente peulh décorée
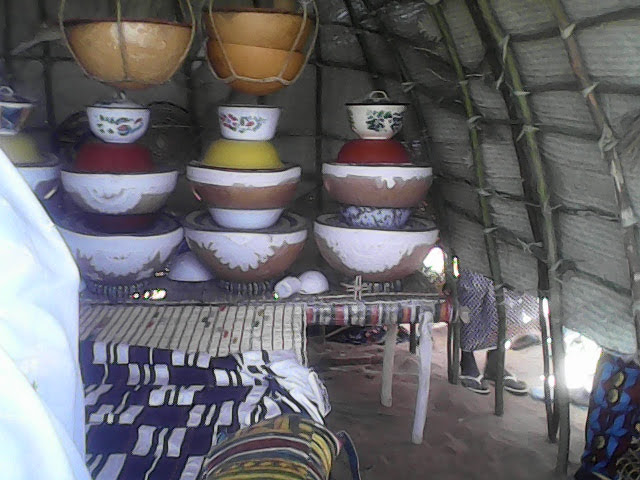
Une tente peulh décorée
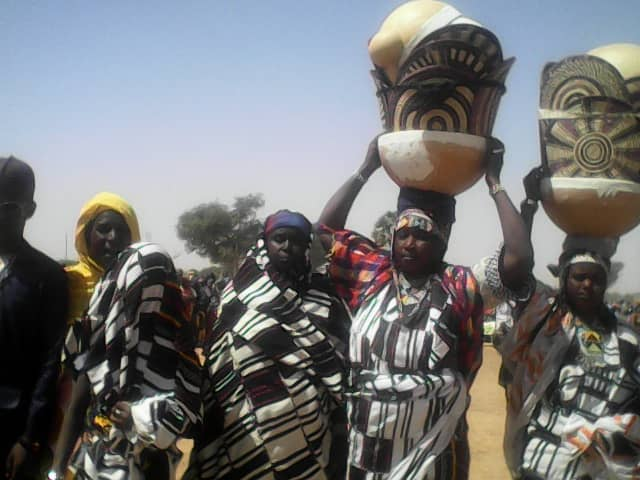
Une jeune mariée peulh et ses accompagnatrices
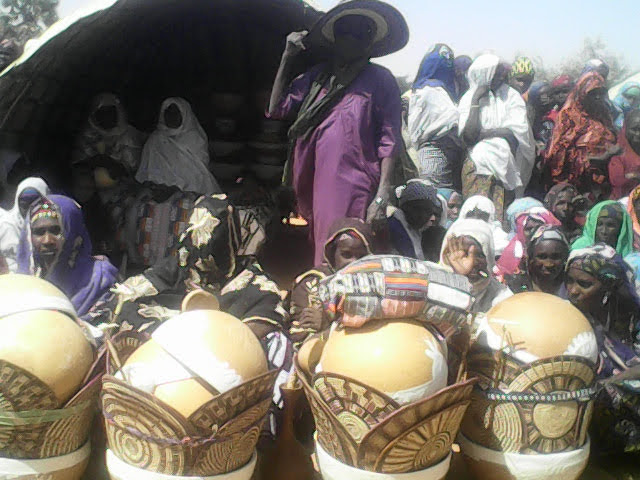
Des calebasses ornées au Boboye au Niger
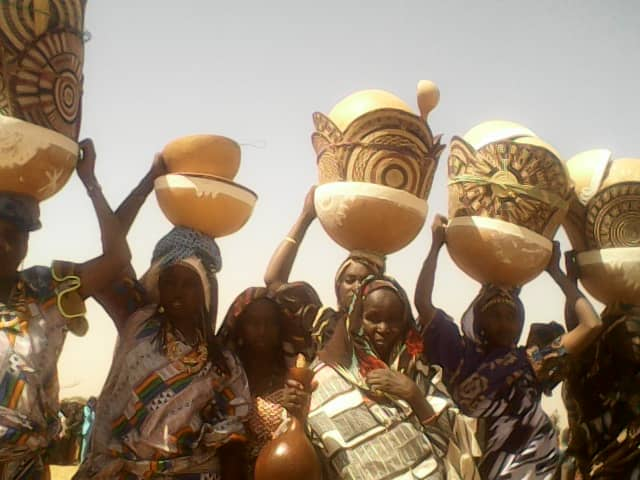
Edition de hottungo 2019 au Boboye au Niger